# Femme au béret et à la robe quadrillée (Marie-Thérèse Walter)
Femme au béret et à la robe quadrillée (Marie-Thérèse Walter) es un óleo sobre lienzo de Pablo Picasso, realizado en 1937. Se trata de un retrato de Marie-Thérèse Walter, amante y musa de Picasso durante este periodo, y fue creado con elementos del cubismo. El cuadro significa una transición en su relación al combinar el perfil de Walter con el de la nueva amante de Picasso, la fotógrafa surrealista Dora Maar, con la que comenzó una relación en 1936. Este retrato fue realizado el mismo año que el Guernica y La llorona, una etapa importante en la carrera artística de Picasso. El 28 de febrero de 2018 se vendió en la subasta de Sotheby's por 49,8 millones de libras, lo que lo convierte en uno de los cuadros más caros jamás vendidos.

## Antecedentes
Este retrato refleja la evolución de la relación del artista con Marie-Thérèse Walter durante este periodo de su relación. Antes de realizar esta obra, Picasso había descrito su relación con Walter como una pareja feliz, ilustrada por los numerosos y sensuales retratos que realizó de ella en 1932, lo que ha llevado a describirla como la "musa de oro" de Picasso. Sin embargo, este cuadro revela un cambio en su relación a lo largo de cinco años.
En 1937, Walter era la madre de la hija de Picasso, Maya, y su condición de amante se veía amenazada con la introducción de Dora Maar como nuevo amor en la vida del artista.
El cuadro fue realizado en 1937, un año especialmente significativo en la carrera artística de Picasso, en el que también realizó el Guernica y La llorona. Estas obras significativas fueron el resultado de un año turbulento definido por los disturbios políticos en España y el bombardeo de la ciudad de Guernica. Realizado en diciembre de 1937, este retrato ha sido considerado como una continuación del tema de La llorona. Neil Cox señaló la conexión percibida entre la turbulenta vida personal de Picasso y la agitación política de la época, afirmando que "para Picasso la cuestión de la "modernidad" era aguda en los años 30 y 40, ya que la modernidad en este periodo significaba una vida personal, una nación, una Europa y, de hecho, un mundo en crisis". Este periodo en el arte de Picasso está marcado por una sucesión de sucesos estremecedores en su vida personal que, sin duda, le parecieron un reflejo de los desastres del mundo en general" La respuesta de Picasso a estos turbulentos acontecimientos fue centrar toda su atención en la monumental obra del Guernica a principios de 1937 Tanto Walter como Maar desempeñaron un papel importante en la creación del Guernica, apareciendo Walter al menos dos veces en la composición. Maar desempeñó un papel más práctico en el desarrollo de la obra, ya que no sólo documentó su progreso, sino que también ayudó a pintarla.

## Marie-Thérèse Walter
Picasso conoció a Walter, de 17 años, en la calle, frente a las Galerías Lafayette, en 1927. Era una chica respetable que vivía con su madre y sus hermanas en Maisons-Alfort, en París En ese momento, Picasso tenía 47 años y estaba infelizmente casado con Olga Khoklova, una bailarina rusa. Picasso se dirigió a Walter y le pidió que pintara su retrato. Le dijo: "Tienes un rostro interesante, me gustaría hacerte un retrato. Soy Picasso" Walter no sabía quién era Picasso, pero se sintió halagado por su atención. En dos semanas iniciaron un romance secreto que se reflejó en un cambio en el enfoque artístico de Picasso. Durante este periodo, creó muchos retratos de Walter, como Le Repos, que se caracterizan por sus sinuosas curvas que transmiten su voluptuosa forma y su gran pasión por ella como amante y musa. Para Picasso, este nuevo romance ofrecía una especie de renacimiento en su vida personal, ilustrado por cuencos simbólicos de frutas y flores, que contrastaban con los retratos estables de su mujer, que realizaba en un estilo formal y neoclásico. Walter describió su relación diciendo: "Mi vida con él fue siempre secreta, tranquila y pacífica. No decíamos nada a nadie. John Richardson, amigo y biógrafo de Picasso, afirmó que "Picasso estaba más enamorado que nunca" En 1928, las imágenes de la mujer de Picasso se caracterizaban por sus formas torturadas y sus líneas irregulares, que mostraban su creciente rabia y agresividad. En 1934, Khoklova dejó a Picasso y se mudó de su apartamento tras una exposición que reveló la relación secreta en una serie de retratos de Walter desnudo. En la víspera de Navidad de 1934, Walter le dijo a Picasso que estaba embarazada y él le prometió que se divorciaría de Khoklova, lo que se tramitó seis meses después. El 5 de septiembre de 1935, Walter dio a luz a una hija, Maya, lo que llevó a Picasso a crear varias obras que representaban a su nueva familia. Permanecieron juntos durante más de diez años, pero nunca se casaron. En otoño de 1937, Picasso y su familia se trasladaron a Le Tremblay-sur-Mauldre, pero este año también marcó el comienzo de un nuevo amor en su vida, en forma de Dora Maar.

## Dora Maar
Dos meses después del nacimiento de Maya, en 1935, Picasso asistió al estreno de una película, donde le presentaron a Dora Maar, de la mano del poeta francés Paul Éluard. Nacida como Henriette Théodora Markovitch, era una fotógrafa de talento, una intelectual y estaba involucrada en el movimiento surrealista. Maar se formó inicialmente como pintora en la década de 1920, pero se interesó por la fotografía. En 1931, abrió un estudio y se rebautizó con el nombre de Dora Maar. Maar y Picasso iniciaron una relación y, en agosto de 1936, Picasso pasó un tiempo alejado de Walter haciendo un viaje a Mougins con Maar junto a Paul Éluard y su esposa, Roland Penrose y su mujer, y Man Ray y su amante. En septiembre de 1936, Walter recibió la oferta de la casa de Picasso en Le Tremblay-sur-Mauldre, situada a 28 millas de París. Esto proporcionó a Picasso la libertad de mantener ambas relaciones durante un periodo de tres años. A lo largo de su relación, las representaciones de Picasso sobre su amante cambiaron. Al principio la representaba como una ninfa o un pájaro, pero en 1937 sus cuadros empezaron a representarla llorando, sobre todo en La mujer que llora. Además de ser emocionalmente conflictiva, la relación de Maar con Picasso influyó en su obra artística y en su visión política. Frances Morris, directora de la Tate Modern, comentó: "Él confiaba en ella. Más que una relación sexual o emocional, era una relación de colaboración".
Picasso se esforzó para que Walter y Maar no se conocieran, pero finalmente lo hicieron. Según Picasso, la tensión entre sus dos amantes llegó a un punto de crisis en 1937, mientras él estaba terminando el Guernica. Picasso le contó a Françoise Gilot la historia de un día en que ambas mujeres llegaron a su estudio al mismo tiempo y comenzaron a discutir. En sus memorias, tituladas Vida con Picasso, Gilot recordaba que Picasso había dicho: "Yo seguía pintando y ellas seguían discutiendo". Walter había exigido a Picasso que eligiera entre ellos. Picasso declaró: "Yo estaba satisfecho con las cosas tal y como estaban. Les dije que tendrían que luchar por sí mismos. Así que empezaron a luchar. Es uno de mis mejores recuerdos". Picasso siguió manteniendo ambas relaciones con sus amantes tras el estallido de la Segunda Guerra Mundial. Picasso pasó la guerra en el París ocupado. En 1945, su relación con Maar llegó a su fin. Picasso la había sometido a malos tratos físicos y emocionales y, en consecuencia, ella sufrió una crisis nerviosa Picasso acabó trasladándose al sur de Francia después de la guerra con Françoise Gilot, su nueva pareja, con la que tuvo dos hijos.

## Descripción
Femme au béret et à la robe quadrillée (Marie-Thérèse Walter) es un retrato al óleo sobre lienzo de la amante de Picasso, que realizó el 4 de diciembre de 1937. Mide 55 x 46 cm y está fechado el 4 de diciembre de 1937 en la parte superior derecha. El cuadro representa a Walter con una paleta de colores brillantes, contornos negros y formas geométricas. Aparece con una boina y un vestido de cuadros. El rostro de Walter está representado de perfil, pero sus rasgos están representados de frente, en un estilo cubista similar al de otros retratos realizados por Picasso.
Aunque los rasgos de Walter se identifican claramente como el tema del cuadro, hay otros elementos en el retrato que sugieren la presencia de la nueva amante de Picasso, Dora Maar, con la que se relacionó en 1936. En este retrato, Walter aparece como una mujer adulta, que ha madurado desde que conoció a Picasso a la salida de las Galerías Lafayette en 1927. El retrato ilustra un cambio en los sentimientos de Picasso hacia Walter, en forma de una silueta oscura adicional que representa el perfil de Maar. El retrato parece fusionar los perfiles de ambas mujeres, ilustrando que el afecto de Picasso se desplazaba de una a otra. James Mackie, jefe de Arte Impresionista y Moderno de Sotheby's, señaló que "aunque sustancialmente se trata de un retrato de Walter, también es un cuadro sobre la dualidad". Picasso ya había empleado el uso de una silueta sombría en un cuadro anterior titulado Buste de femme et autoportrait, que creó en 1929 en un momento en que su matrimonio con Olga Khokhlova se estaba desintegrando. Este cuadro ilustra el conflicto entre Picasso y su mujer al fusionar los rasgos de ésta con los suyos. Esta dualidad también es evidente en un cuadro de Walter de 1937 titulado Marie-Thérèse con boina roja con pompón, en el que están presentes los rasgos de Walter y de Maar. Maya Ruiz-Picasso comentó esta fusión de las dos mujeres, afirmando:
"My father…never tired of drawing [my mother], painting her, sculpting her, engraving her. But in this painting, it's a combination of my mother and Dora Maar. It's my mother's hair and eyes, but the nose and tones recall Dora Maar, who entered his life in 1936, shortly after I was born" (en español: "Mi padre... nunca se cansó de dibujarla [a mi madre], de pintarla, de esculpirla, de grabarla. Pero en este cuadro, es una combinación de mi madre y Dora Maar. Es el pelo y los ojos de mi madre, pero la nariz y los tonos recuerdan a Dora Maar, que entró en su vida en 1936, poco después de que yo naciera").
La presencia combinada de las dos mujeres en Femme au béret et à la robe quadrillée (Marie-Thérèse Walter) se ilustra aún más por la difuminación de los estilos artísticos dentro del cuadro. Hasta ese momento, Picasso había representado a Walter con líneas curvas suaves y voluptuosas, mientras que Maar solía ser retratada con formas angulosas y afiladas. Sotheby's señala que la obra muestra los sentimientos no resueltos de Picasso hacia ambas amantes, y afirma: "Un retrato vívidamente realizado, que combina sus dos musas centrales durante este período crítico, y logra lo notable al abarcar las complejidades de la vida real y revelar simultáneamente las emociones contrarias del artista".
Palau i Fabre sugiere que este cuadro es uno de los varios retratos de Walter en los que ella está "enteramente reducida a lágrimas interiores", y muestra "una tristeza resignada, y sin embargo impregnada de amor". Además, opina que esto forma parte de un tema continuado en el que Picasso "ha dedicado casi toda su actividad como pintor a la mujer, sus problemas, su tristeza, su soledad. Y, en el transcurso de los últimos diez años, la vida le había llevado a representar a dos mujeres llorando. Se habla de Dora Maar, pero se olvida con demasiada frecuencia que Marie-Thérèse también ha sido vista muy a menudo, y antes, como una mujer que llora".

## Procedencia
El cuadro se encontraba originalmente en el patrimonio del artista. Luego estuvo en una colección privada. El 28 de febrero de 2018, el cuadro se vendió en la subasta de Sotheby's por 49.827.000 libras esterlinas a Harry Smith, presidente de la empresa de tasación y asesoramiento de arte Gurr Johns. Fue el segundo cuadro más caro jamás vendido en una subasta en Europa.

## Importancia y legado
Sotheby's destacó la importancia de la mujer-musa en el arte de Picasso, afirmando: "Picasso’s engagement with the women in his life facilitated his exploration of the world and his pursuit of the formal innovations for which he is so acclaimed. In using his muses in this way from the very beginning, he established a pattern. The same interdependence can be found in contemporaries as diverse as Amedeo Modigliani and Salvador Dalí, but also in a subsequent generation, perhaps most notably in Andy Warhol’s appropriation of Marilyn or Jackie Kennedy to explore ideas of celebrity. It is a specifically modern treatment of the muse and as such might be considered among Picasso's most significant contributions to twentieth century art" - (en español: "El compromiso de Picasso con las mujeres de su vida facilitó su exploración del mundo y su búsqueda de las innovaciones formales por las que es tan aclamado. Al utilizar a sus musas de esta manera desde el principio, estableció un patrón. La misma interdependencia puede encontrarse en contemporáneos tan diversos como Amedeo Modigliani y Salvador Dalí, pero también en una generación posterior, quizás de forma más notable en la apropiación de Marilyn o Jackie Kennedy por parte de Andy Warhol para explorar las ideas de celebridad. Se trata de un tratamiento específicamente moderno de la musa y, como tal, podría considerarse una de las contribuciones más significativas de Picasso al arte del siglo XX").